# Verbaiiv, Luțk
Verbaiiv (în ucraineană Вербаїв) este un sat în comuna Promin din raionul Luțk, regiunea Volînia, Ucraina.

## Demografie
Componența lingvistică a localității Verbaiiv
     Ucraineană (99,22%)
     Alte limbi (0,78%)
Conform recensământului din 2001, majoritatea populației localității Verbaiiv era vorbitoare de ucraineană (99,22%), existând în minoritate și vorbitori de alte limbi.